# Amir Bino
Amir Bino (in ebraico אמיר בינו‎?; Haifa, 8 agosto 1961) è un ex cestista israeliano.

## Carriera
Con Israele ha partecipato ai Campionati europei del 1985.

## Palmarès
- Campionato israeliano: 1

Hapoel Galil Elyon: 1992-1993
- Coppa di Israele: 1

Hapoel Galil Elyon: 1991-1992